# Larry Sanger
Lawrence Mark „Larry” Sanger (n. 16 iulie 1968) este un filozof american, cofondator al Wikipedia și fondator al Citizendium.
A crescut în Anchorage, Alaska. De la o vârstă fragedă a fost interesat de filozofie. Este licențiat în filozofie de  Reed College în 1991 și a devenit doctor în filozofie de la Universitatea de Stat din Ohio în 2000. Cele mai multe dintre lucrările sale filosofice s-au concentrat asupra epistemologiei, teoria cunoașterii.
El a fost implicat în diverse proiecte de enciclopedii on-line. El este fostul redactor-șef al Nupedia, organizator șef (2001-2002) a succesoarei sale, Wikipedia și fondator redactor-șef al Citizendium. Din poziția sa de la Nupedia, el a structurat procesul de dezvoltare a unui articol. Sanger a propus implementarea unui wiki, care a condus direct la crearea Wikipedia. Inițial, Wikipedia a fost un proiect complementar pentru Nupedia. El a fost lider al comunității Wikipedia la început și a stabilit multe dintre politicile sale originale. A creat un proiect alternativ, Citizendium, pe baza wiki.
Sanger a plecat de la Wikipedia în 2002, și de atunci a fost critic al proiectului. El a spus că Wikipedia în ciuda meritelor acesteia, nu are credibilitate din cauza lipsei de respect pentru expertiză. După ce a părăsit proiectul, Sanger a predat filozofie la Universitatea de Stat din Ohio și a fost un strateg timpuriu al enciclopediei, Encyclopedia of Earth, scrisă de autori experți. La data de 15 septembrie 2006, el a anunțat public Citizendium, în primul rând concepută ca o bifurcare de Wikipedia. A fost lansată pe 25 martie 2007. Citizendium reprezintă un efort pentru a crea o enciclopedie credibilă și cu acces liber. Sanger a avut ca scop să aducă mai multă responsabilitate la enciclopediile pe Internet.
El în prezent lucrează la dezvoltarea de proiecte educaționale pentru persoanele fizice din spatele WatchKnowLearn și concepe un program pentru a îi învăța pe copii cum să citească. A început să scrie pe blog pe diferite teme, inclusiv lectura pentru copii. El lucrează cu jumătate de normă, de asemenea, ca scriitor, vorbitor și consultant pe tema comunităților de colaborare on-line.